# Sympathy for the Devil (film, 2023)
Pour les articles homonymes, voir Sympathy for the Devil (homonymie).
 (août 2023).
Si vous disposez d'ouvrages ou d'articles de référence ou si vous connaissez des sites web de qualité traitant du thème abordé ici, merci de compléter l'article en donnant les références utiles à sa vérifiabilité et en les liant à la section « Notes et références ».
Pour plus de détails, voir Fiche technique et Distribution.
Sympathy for the Devil est un film américain réalisé par Yuval Adler, dont le rôle principal est tenu par Nicolas Cage, sorti en 2023.

## Synopsis
Après avoir été forcé de conduire un mystérieux passager sous la menace d'une arme, un homme se retrouve dans un “jeu du chat et de la souris” aux enjeux élevés.

## Fiche technique
- Titre original : Sympathy for the Devil
- Réalisation : Yuval Adler
- Scénario : Luke Paradise
- Photographie : Steven Holleran
- Montage : Alan Canant
- Musique : Ishai Adar
- Production : Allan Ungar, Alex Lebovici, Stuart Manashil et Nicolas Cage
- Sociétés de production : Capstone Global, Hammerstone Studios et Signature Films
- Sociétés de distribution : RLJE Films (États-Unis)
- Pays de production :  États-Unis
- Langue originale : Anglais américain
- Genre : Film d'action, thriller psychologique
- Durée : 90 minutes
- Dates de sortie : 
  - États-Unis : 28 juillet 2023
  - France : 6 décembre 2024 (en DVD et Blu-Ray)

## Distribution
- Nicolas Cage (VF : Dominique Collignon-Maurin) : le passager
- Joel Kinnaman (VFB : Pierre Lognay) : le conducteur
- Alexis Zollicoffer (VFB : Sophie Pyronnet) : la serveuse